# Khary Payton
Pour les articles homonymes, voir Payton.
Khary Payton, né le 16 mai 1972, est un acteur américain
Il est connu pour ses rôles dans les séries Hôpital central (2011) et The Walking Dead (2016-2022), ainsi que pour être la voix de nombreux personnages d'animation de jeux vidéo, dont notamment celle du personnage de DC Comics Victor Stone / Cyborg dans la plupart de ses apparitions depuis la série Teen Titans (2003-2006).

## Carrière
À partir de 2003, Khary Payton interprète le personnage de DC Comics Victor Stone / Cyborg, un des cinq protagonistes de la série Teen Titans. La série s'arrête brutalement en 2006 à la suite de son annulation au terme de sa cinquième saison. De nouveau accompagnée par ses collègues Scott Menville, Tara Strong, Greg Cipes et Hynden Walch, l'acteur reprend le personnage depuis 2013 dans la série Teen Titans Go!.
En 2016, il est annoncé dans la septième saison de la série The Walking Dead, dans laquelle il tient le rôle du roi Ezekiel.

## Filmographie
Sauf indication contraire, les informations mentionnées dans cette section peuvent être confirmées par la base de données cinématographiques IMDb,  présente dans la section « Liens externes ».

### Cinéma

#### Films
- 2003 : Dracula II : Ascension : Kenny
- 2003 : La Tentation d'Aaron : Andrew
- 2005 : Hellraiser : Hellworld : Derrick
- 2008 : Ping Pong Playa (en) : JP d'Argent
- 2009 : Blood: The Last Vampire : Créature
- 2011 : The Legend of Awesomest Maximus (en) : le roi Érotique
- 2012 : Astronaut: The Last Push (en) : Michael Forrest

#### Films d'animation
- 2006 : Teen Titans: Trouble in Tokyo : Cyborg
- 2012 : Strange Frame : Atem
- 2013 : Khumba : Dassies, Chien Sauvage
- 2014 : Batman : Assaut sur Arkham : des Détenus et des Mercenaires
- 2015 : La Ligue des justiciers : Le Trône de l'Atlantide : John Henry Irons
- 2015 : Batman Unlimited : Monstrueuse pagaille : Cyborg
- 2015 : La Ligue des justiciers : Dieux et Monstres : John Henry Irons, Mamie Bonheur, Gavials
- 2015 : Lego DC Comics Super Heroes : La Ligue des Justiciers contre la Ligue des Bizarro : Cyborg et Cyzarro
- 2015 : Lego DC Comics Super Heroes : La Ligue des justiciers - L'Attaque de la Légion maudite : Cyborg
- 2015 : La Garde du Roi lion : Un nouveau cri : Rafiki
- 2016 : Lego DC Comics Super Heroes : La Ligue des Justiciers - L'affrontement cosmique : Cyborg
- 2016 : Lego DC Comics Super Heroes - La Ligue des justiciers : S'évader de Gotham City : Cyborg
- 2018 : Teen Titans Go! to the Movies : Cyborg

### Télévision

#### Séries télévisées
- Le corps de la Preuve – Brad Carter
- Esprits criminels – Officier (Saison 5, Épisode 10, "Esclave du Devoir")
- CSI: Miami – Aaron Taber
- Emily Raisons du Pourquoi Pas – Josh
- Facing Kate – Tom Finnerman
- Go On – Don
- Hannah Montana – Roger le Directeur (épisode Plus Qu'un Zombie à Moi)
- How I Met Your Mother – Guy n ° 3 en Kiosque
- Imaginez Que – Démétrius
- I'm in the Band : Ma vie de rocker – Directeur Kaz Ridley (saison 1, épisode les Araignées, les Serpents et les Clowns)
- Lie to Me – Cpt. Stan Renshaw (saison 2, épisode 14 - Réagir au Contact)
- Médium – M. Bronson
- The Shield – Kaliel « Lil' Psy«  » Wilkes (saison 3, épisode 8 - Craquement De La Glace)
- Walker, Texas Ranger – Gillis
- 2011 : De L'Hôpital Général : Dr Terrell Jackson (24 épisodes)
- 2016-2022 : The Walking Dead : le roi Ezekiel (saisons 7 à 11, 83 épisodes)

#### Séries d'animation
- Be Cool, Scooby-Doo! – Tony, Stan
- Ben 10 – Hex, Additional Voices
- Ben 10: Alien Force – Manny, Hex
- Ben 10: Omniverse – Manny, Hex
- Ben 10: Ultimate Alien – Hex
- Codename: Kids Next Door – Maurice: Formerly Numbuh 9, Additional Voices
- DC Super Hero Girls - Cyborg
- Fresh Beat Band of Spies – Rubberface Rudy
- Friday: The Animated Series – Additional Voices
- Generator Rex – Beasly
- G.I. Joe: Renegades – Ripcord
- Legion of Super-Heroes – Tyr, Hunter
- Lego DC Comics: Batman Be-Leaguered – Cyborg
- Loonatics Unleashed – General Deuce (Season 2)
- Street Sharks – Moby Lick
- The Lion Guard – Rafiki et Muhangus
- The Proud Family – Slapmaster
- Transformers: Robots in Disguise – Grimlock, Bisk, Divebomb[4], Additional Voices
- What's New, Scooby-Doo? – Mitch
- 2003-2006 : Teen Titans : Cyborg et l'Herald (63 épisodes)
- 2003 : Justice League : Ten (saison 2, épisodes 48 et 49)
- 2010-2013 puis 2019-2022 : Young Justice : Kaldur'ahm / Aqualad, Brick, Black Manta, Black Lightning et divers personnages (63 épisodes)
- depuis 2013 : Teen Titans Go! : Cyborg, Zan, le Canapé, l'Arbre de l'Univers, l'Esprit d'Halloween et divers personnages (385 épisodes)
- 2016-2017 : Justice League Action : Cyborg et Kanjar Ro (en) (7 épisodes)
- 2021 : Invincible : Black Samson (6 épisodes - en cours)

## Ludographie
- Ace Combat: Assault Horizon – Razor Co-Pilot
- Aliens: Colonial Marines – Marine
- Ben 10 Alien Force: The Rise of Hex – Hex
- Cloudy with a Chance of Meatballs – Earl Deveraux
- Call of Duty: Advanced Warfare – Knox
- Dead or Alive: Dimensions – Zack
- Dead or Alive Xtreme 2 – Zack
- Dead or Alive Paradise – Zack
- Deus Ex – Various voices (including "The Smuggler" and JoJo Fine)
- Fuse – Jacob Kimble
- FusionFall – Hex
- God of War: Ascension – Soldier, Slave
- God of War II – Rhodes Soldiers, Spartan Soldiers
- Infamous 2 – Male Pedestrians
- Infamous First Light – Additional Voices[5]
- Infamous: Second Son – Additional Voices[6]
- Infinite Crisis – Cyborg
- Killzone 3 – Additional ISA voices
- Marvel Heroes – Blade, War Machine
- Marvel: Ultimate Alliance – Blade, Paibok
- Marvel: Ultimate Alliance 2 – Luke Cage, Blade
- Metal Gear Solid 4: Guns of the Patriots – Drebin 893
- Metal Gear Solid: Peace Walker – Soldiers, Extras
- Metro: Last Light – Additional Voices
- Ninja Blade – Andy Walker
- Men of Valor – Greaser, Random Marines
- No More Heroes: Desperate Struggle – Nathan Copeland
- Prototype – Additional Voices
- PlayStation All-Stars Battle Royale – Emmett Graves
- Quake 4 – Bidwell
- République – Quinn Derringer
- Reservoir Dogs – Mr. Blue
- Resistance 2 – Warner
- Saints Row – Additional Voices
- SOCOM: Confrontation – Commando 3
- SOCOM: U.S. Navy SEALs - Fireteam Bravo 2 – WRAITH
- SOCOM: U.S. Navy SEALs - Fireteam Bravo 3 – WRAITH
- Spider-Man : Allié ou Ennemi – Blade
- Spider-Man : Aux frontières du temps – Additional Voices
- StarCraft II: Wings of Liberty – Additional Voices
- Starhawk – Emmett Graves
- Star Wars: The Old Republic – Fauler
- Syphon Filter: The Omega Strain – Lawrence Mujari
- Teen Titans – Cyborg
- The Sims 3 – Sim
- Tom Clancy's EndWar – Additional Voices
- Tomb Raider – Islanders
- Tony Hawk's American Wasteland – Additional Voices
- X-Men Legends II: Rise of Apocalypse – Bishop, Nick Fury
- 2004 : The Chronicles of Riddick: Escape from Butcher Bay : Rael et Michaels
- 2011 : Batman: Arkham City : Azrael et des détenus
- 2013 : Batman: Arkham Origins : Killer Croc et le directeur Joseph
- 2013 : Injustice: Gods Among Us : Cyborg et Doomsday
- 2013 : Young Justice: Legacy : Aqualad et  Black Manta
- 2015 : Batman: Arkham Knight : Azrael
- 2023 : Stray Gods: The Roleplaying Musical : Pan